# Tusti vrh
Tusti vrh je uzvisina na Medvednici na nadmorskoj visini od 648 m na kojoj se nalazi komunikacijska postaja s antenskim stupovima. Do ove lokacije dolazi se planinarskom stazom iz Gračana prema sanatoriju Brestovac.